# Mamquam Icefield
Mamquam Icefield är en glaciär i Kanada.   Den ligger i provinsen British Columbia, i den sydvästra delen av landet, 3 500 km väster om huvudstaden Ottawa. Mamquam Icefield ligger 2 289 meter över havet.
Terrängen runt Mamquam Icefield är bergig norrut, men söderut är den kuperad. Mamquam Icefield ligger uppe på en höjd. Trakten runt Mamquam Icefield är nära nog obefolkad, med mindre än två invånare per kvadratkilometer.. Det finns inga samhällen i närheten. 
Trakten runt Mamquam Icefield är permanent täckt av is och snö.